# 五月操
五月 操（さつき みさお、1882年 - 没年不詳）は、日本の俳優である。歌舞伎、新派の女形、やがて映画の現代劇に転向し、日活向島撮影所のスター女形であった。本名は田中 兼松（たなか かねまつ）、歌舞伎時代は市川 桃枝（いちかわ とうし）と名乗った。

## 人物・来歴
1882年（明治15年）、東京府東京市浅草区（現在の東京都台東区浅草）に「田中兼松」として生まれる。
1894年（明治27年）、市川染五郎（のちの七代目 松本幸四郎）に入門し、「市川桃枝」の名を得る。のちに新派に転向、「五月操」と改名した。
1913年（大正2年）、映画俳優に転向し、同年10月に、日活が新たに開所した日活向島撮影所に入社する。翌1914年（大正3年）、松井須磨子らが帝国劇場でレフ・トルストイの『復活』を初演するが、これを新劇出身の桝本清が脚色し、細山喜代松が監督して『カチューシャ』のタイトルで製作、これに主演の立花貞二郎、関根達発とともに出演する。『カチューシャ』は日活向島開所以来の大ヒットとなった。
当時のフィルモグラフィには、監督の記録が残っていないが、1917年（大正6年）に入社した田中栄三によれば、日活向島には監督は小口忠1名しかおらず、撮影技師も坂田重則、藤原幸三郎の2名、脚本家も桝本清、鬼頭磊三の2名、俳優は24名しかいなかったという。福宝堂出身の篠山吟葉、あるいは『カチューシャ』をヒットさせた細山喜代松はすでに退社していた。五月らは小口が月産4作ペースで量産する作品にフル稼働していた。同年、菊池幽芳のベストセラー小説『毒草』が3社競作となり、小口忠監督、桝本清脚本による日活向島版にお源役で出演する。小林商会版では監督を兼務した井上正夫、天活版では村田正雄が演じた役である。
1922年（大正11年）11月25日、藤野秀夫、東猛夫、島田嘉七、宮島健一ら日活向島のスター13名とともに退社して、国活に移籍する。同年、同時期に向島から移籍した坂田重則が監督した『鷲津村の娘』に元向島のスター俳優がそろって出演、同作は、日活向島での最後の作品、田中栄三監督の『京屋襟店』が公開された翌日の同年12月31日に公開された。翌1923年（大正12年）、同時期に松竹蒲田から移籍した村田実の監督・脚本による『父の罪』に同様のメンバーで出演した。同作以降の国活はほとんど映画を製作できなくなり、1925年（大正14年）には解散しており、五月操についてのその後の記録が不明である。

## フィルモグラフィ

### 日活向島撮影所
1913年
- 『渦巻』前篇・後篇 : 監督篠山吟葉、原作渡辺霞亭
- 『橘花子』 : 監督不明

1914年
- 『谷底』 : 監督桝本清、原作佐藤紅緑
- 『松風村雨』 : 監督不明、原作佐藤紅緑
- 『カチューシャ』 : 監督細山喜代松、原作レフ・トルストイ『復活』、脚本桝本清

1915年
- 『桜月夜』 : 監督細山喜代松、原作小島孤舟
- 『鳩の家』 : 監督不明
- 『弁天お小夜』 : 監督不明、原作江見水蔭
- 『狂美人 (サロメ劇)』 : 監督細山喜代松

1916年
- 『うき世』 : 監督不明、原作柳川春葉
- 『伯爵御次男』 : 監督不明
- 『初恋』 : 監督不明
- 『蝉しぐれ』 : 監督不明、原作小杉天外
- 『侠芸者』 : 監督不明
- 『落胤』 : 監督不明
- 『むら雲』 : 監督不明
- 『夜の鶴』 : 監督不明
- 『怨みの鐘』 : 監督不明
- 『みだれ菊』 : 監督不明
- 『お夏文代』 : 監督不明、原作菊池幽芳
- 『残月』 : 監督不明
- 『木枯し』 : 監督不明
- 『鬼いばら』 : 監督不明
- 『想夫憐』 : 監督不明、原作渡辺霞亭
- 『北浜あらし』 : 監督不明
- 『吉丁字』 : 監督不明
- 『孝女白菊』 : 監督不明
- 『裾野』 : 監督不明

1917年
- 『二人静』 : 監督小口忠、原作柳川春葉
- 『あわ雪』 : 監督不明
- 『竜巻』 : 監督不明、原作渡辺霞亭
- 『罪の子』 : 監督不明
- 『憂き身』 : 監督不明、原作柳川春葉
- 『若き女の半生』 : 監督不明
- 『迷の夢』 : 監督不明
- 『毒草』 : 監督小口忠、原作菊池幽芳、脚本桝本清
- 『八重霞』 : 監督不明
- 『つきぬ涙』 : 監督不明
- 『春の炎』 : 監督不明
- 『故郷 (春の雲)』 : 監督不明、脚本桝本清
- 『都鳥』 : 監督不明
- 『結婚の夜』 : 監督、日活京都撮影所
- 『捨小舟』 : 監督不明
- 『人の情』 : 監督不明、原作小栗風葉
- 『誘惑』 : 監督小口忠、原作徳田秋声
- 『若葉の宿』 : 監督不明
- 『浪まくら』 : 監督不明
- 『夕刊売』 : 監督不明
- 『浮かれ胡弓』 : 監督不明
- 『女ごころ』 : 監督不明
- 『子故の闇』 : 監督不明
- 『白萩』 : 監督不明
- 『藤袴』 : 監督不明
- 『木の間の月』 : 監督不明
- 『秋の声 (三人少尉)』 : 監督不明
- 『姫百合』 : 監督不明
- 『さんざ時雨』 : 監督不明
- 『手向の曲』 : 監督不明
- 『霧の雨』 : 監督不明
- 『孔雀草』 : 監督不明
- 『萩江』 : 監督不明
- 『霜夜の月』 : 監督不明

1918年
- 『落椿』 : 監督不明
- 『犠牲』 : 監督小口忠
- 『二人娘』 : 監督小口忠、脚本桝本清
- 『忘れ子』 : 監督小口忠、原作渡辺黙扇
- 『暁』 : 監督田中栄三、原作岡本綺堂
- 『捨てられた母』 : 監督小口忠、脚本桝本清
- 『金色夜叉』 : 監督小口忠・田中栄三、原作尾崎紅葉、脚本桝本清
- 『桜の園』 : 監督田中栄三、原作尾崎紅葉
- 『涙の雨』 : 監督小口忠
- 『乳姉妹』 : 監督田中栄三、原作菊池幽芳
- 『兄と弟』 : 監督小口忠、脚本桝本清
- 『国の誉 (ひもんや美談)』 : 監督小口忠、脚本桝本清
- 『夕潮』 : 監督小口忠
- 『月魄』 : 監督不明、原作菊池幽芳
- 『つきぬ恨』 : 監督田中栄三
- 『乃木将軍 (噫、乃木将軍)』 : 監督小口忠、字幕北山清太郎
- 『新召集令』 : 監督小口忠、脚本桝本清
- 『恋の浮島』 : 監督不明、原作江見水蔭
- 『松風村雨』 : 監督田中栄三

1919年
- 『破れ筏』 : 監督不明
- 『己が罪』 : 監督田中栄三、原作菊池幽芳
- 『恋の犠牲』 : 監督不明

1922年
- 『我子の歌』 : 監督不明
- 『碑文谷美談』 : 監督不明
- 『月魄』 : 監督賀古残夢、原作菊池幽芳、脚本伊藤大輔、松竹蒲田撮影所
- 『女訓導』 : 監督・脚本若山治
- 『血すぢの縁』 : 監督不明
- 『別れの船唄』 : 監督・脚本鈴木謙作 - 大原夫人梅子
- 『京屋襟店』 : 監督・原作・脚色田中栄三 - 踊の師匠藤間勘登女

### 国際活映
1922年
- 『鷲津村の娘』 : 監督・原作・脚色坂田重則

1923年
- 『父の罪』 : 監督・脚本村田実

## 註
1. 1 2 3 4 5 6  『芸能人物事典 明治大正昭和』、日外アソシエーツ、1998年、「五月操」の項。
2. ↑  『日本映画発達史 1 活動写真時代』、田中純一郎、中央公論社、1968年、p.218-221.
3. 1 2  『日本映画発達史 1 活動写真時代』、p.234-236.
4. 1 2  『日本映画発達史 1 活動写真時代』、p.272-273.
5. ↑  『日本映画発達史 1 活動写真時代』、p.364-368.